# Valentina Popova
Valentina Vadimovna Popova (in russo Валентина Вадимовна Попова?; Bratsk, 25 settembre 1972) è un'ex sollevatrice russa medagliata olimpica e campionessa mondiale ed europea che ha gareggiato nelle categorie dei pesi medi (fino a 63 kg.), dei pesi massimi leggeri (fino a 69 kg.) e dei pesi massimi (fino a 75 kg.).

## Carriera
Cominciò da bambina a praticare la ginnastica artistica e la ginnastica acrobatica per poi passare nel 1993 al sollevamento pesi.
Dopo essersi messa in luce nelle competizioni nazionali, entrò a far parte della squadra nazionale russa e nel 1998 vinse la medaglia d'argento nella categoria dei pesi medi ai Campionati europei di Riesa con 202,5 kg. nel totale, dietro la bulgara Gergana Kirilova (207,5 kg.) e davanti alla spagnola Josefa Pérez-Carmona (190 kg.). Nello stesso anno vinse anche la medaglia di bronzo ai Campionati mondiali di Lahti con 215 kg. nel totale, dietro la taiwanese Chen Jui-lien (oro) e la cinese Shi Lihua (argento), entrambe con 225 kg. nel totale.
Nel 1999 conquistò il titolo europeo ai Campionati europei di A Coruña con 212,5 kg. nel totale e qualche mese dopo vinse la medaglia di bronzo ai Campionati mondiali di Atene con 232,5 kg. nel totale, alle spalle di Chen Jui-lien (240 kg.) e della cinese Xiong Meiying (237,5 kg.).
L'anno successivo vinse di nuovo la medaglia d'oro ai Campionati europei di Sofia con 227,5 kg. nel totale, distanziando Josefa Pérez-Carmona (190 kg.) e la ceca Veronika Buroňová (182,5 kg.). Dopo questo successo partecipò alle Olimpiadi di Sydney 2000, dove il sollevamento pesi femminile faceva il suo esordio olimpico, prendendosi la medaglia d'argento con 235 kg. nel totale, battuta dalla cinese Chen Xiaomin (242,5 kg.).
Nel 2001 Popova si confermò sul tetto d'Europa vincendo la medaglia d'oro ai Campionati europei di Trenčín con 230 kg. nel totale, davanti alla polacca Dominika Misterska (227,5 kg.). Poco dopo Popova passò alla categoria superiore dei pesi massimi leggeri, nella quale ottenne dopo qualche mese la medaglia d'oro ai Campionati mondiali di Antalya con 257,5 kg. nel totale, battendo la connazionale Svetlana Chabirova (250 kg.).
Nel 2002 vinse la sua quarta medaglia d'oro ai Campionati europei di Antalya con 252,5 kg. nel totale, davanti a Svetlana Chabirova (247,5 kg.) e alla greca Maria Tatsī (212,5 kg.), non riuscendo però a confermarsi ai Campionati mondiali di Varsavia, dove non andò oltre la medaglia d'argento con 257,5 kg. nel totale, battuta dalla thailandese Pawina Thongsuk (260 kg.) ma distanziando l'egiziana Nahla Ramadan-Mohamed (245 kg.).
L'anno seguente Popova vinse la sua quinta ed ultima medaglia d'oro ai Campionati europei di Loutraki con 245 kg. nel totale e, alcuni mesi dopo, ottenne la medaglia di bronzo ai Campionati mondiali di Vancouver con 257,5 kg. nel totale.
Nel 2004 passò alla categoria superiore dei pesi massimi e prese parte alle Olimpiadi di Atene 2004, vincendo la medaglia di bronzo con 265 kg. nel totale, dietro Pawina Thongsuk (272,5 kg.) e la connazionale Natal'ja Zabolotnaja (stesso risultato di Thongsuk).
Ai Campionati europei di Sofia del 2005 Popova vinse la medaglia d'argento con 260 kg. nel totale, battuta dall'altra connazionale Svetlana Podobedova (262,5 kg.) e terminando davanti alla bulgara Rumjana Petkova (235 kg.).
Nel 2006 Valentina Popova ottenne la medaglia d'argento ai Campionati europei di Władysławowo ma poco dopo fu trovata positiva al doping e, pertanto, squalificata per due anni e privata della medaglia.
Nel 2008, poco prima delle Olimpiadi di Pechino, risultò nuovamente positiva al doping in un controllo fuori dalle competizioni e fu squalificata a vita.
Dal 2013 insegna in un Istituto del Dipartimento di Formazione Fisica del Ministero russo degli Affari Interni a Voronež.